# Copiapoa rupestris
Copiapoa rupestris ist eine Pflanzenart aus der Gattung Copiapoa in der Familie der Kakteengewächse (Cactaceae). Das Artepitheton rupestris stammt aus dem Lateinischen und bedeutet ‚auf Felsen wachsend‘.

## Beschreibung
Copiapoa rupestris wächst meist bis zu 50 Zentimeter hohe Polster bildend. Die kugeligen bis kurz zylindrischen Triebe sind grün und messen 5 bis 10 Zentimetern im Durchmesser. Die 10 bis 17 Rippen sind gerade und deutlich in Höcker gegliedert. Die weißen Areolen sind kreisrund und bis zu ein Zentimeter voneinander entfernt. Die geraden bis wenig gebogenen Dornen sind weiß bis gelb oder auch zuweilen schwärzlich gefärbt. Es werden ein bis sechs Mitteldornen und sieben bis zwölf Randdornen unterschieden.
Die duftenden Blüten sind gelb oder rötlich. Sie sind 3,5 bis 4,2 Zentimeter lang. Die Früchte sind kugelig.

## Verbreitung und Systematik
Copiapoa rupestris ist in Chile in der Region  Antofagasta zwischen Cifuncho und Taltal küstennah verbreitet.
Die Erstbeschreibung erfolgte 1963 durch Friedrich Ritter. Ein nomenklatorisches Synonym ist Copiapoa desertorum var. rupestris (F.Ritter) A.E.Hoffm. (1989, unkorr. Name  ICBN-Artikel 6.6, 11.4).

## Nachweise